# Дранґ нах Остен

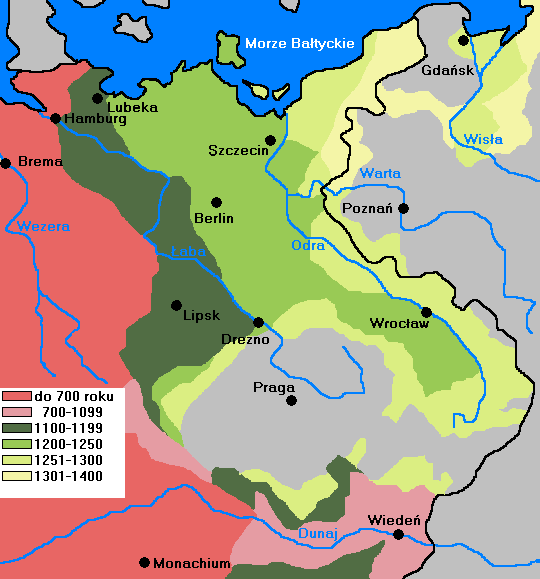
Германізація західнослов'янських і словенських земель.

«Дранґ нах Остен» (нім. Drang nach Osten — «Натиск на Схід») — термін, що з’явився у середині 19 ст. та був уведений до широкого обігу німецьким географом і етнографом Ф. Ратцелем (1844–1904) у працях «Політична географія» (1897) і «Життєвий простір» (1901). Використовувався для позначення концепції колонізації Сходу — розширення «життєвого простору» для німців на територіях інших народів, зокрема слов’ян. Політика «Д.н.О.» формувалась у 8–13 ст., коли германці виступали за опанування землями, населеними переважно слов’янами і балтійськими племенами в районі р. Ельби та на узбережжі Балтійського моря. У період середньовіччя вони здійснили низку хрестових походів до Балтійського регіону з метою перетворення завойованих земель на так звані марки — прикордонні укріплені території. Надалі припинити експансію на Схід на певний час змусили події, пов’язані із революцією 1789 у Франції і наполеонівськими війнами.
У 19 ст. безпосередньо для обґрунтування «Дранґ нах Остен» використовувалася теорія Ч. Дарвіна про боротьбу за виживання у тваринному світі. Ф. Ратцель переносив її на діяльність держав, які, на його думку, знаходяться у стані постійної боротьби за «життєвий простір». У політичній пропаганді культивувалась ідея заселення німецькими меншинами (фольксдойче) Східної Європи і створення там німецької держави, що мала простягатися до Причорномор’я. Із зміцненням централізованої німецької держави із столицею Берліном «Д.н.О.» набуває рис економічної експансії щодо країн Східної й Південно-Східної Європи. Німецький капітал опановує важливі позиції в промисловості Півдня Російської імперії, зокрема Криворіжжя і Донбасу. З кінця 19 ст. «освоєння» українських земель стає складовою германської зовнішньополітичної доктрини з її планами завоювання «життєвого простору» та забезпечення виробничих потреб Німеччини у сировині. Результати Першої світової війни, яка завершилася поразкою для Німеччини, змусили ідеологів «життєвого простору» припинити заклики до загарбання чужих територій. Але 1925 до політики «Дранґ нах Остен» звернувся А. Гітлер, який присвятив цьому у своїй книзі «Моя боротьба» окремий розділ «Східна орієнтація або Східна політика».
Дух саме цієї політики намагалася реалізувати в XX столітті гітлерівська Німеччина, розв'язавши спільно з СРСР 1939 року війну з Польщею, а 1941 року — з СРСР. Наслідуючи геополітичні теорії своїх попередників, Адольф Гітлер у книзі «Моя боротьба» писав, що в разі приходу до влади збирається йти шляхом тевтонських лицарів. При цьому він посилався на «моральне право німців на придбання чужих територій та земель», яке аргументував тим, що щорічний приріст населення Німеччини сягає майже 900 тисяч осіб, а оскільки прогодувати «армію нових громадян» стає все важче, то для уникнення «голоду та зубожіння» німецький народ мусить оволодіти новими землями, щоб здобути «життєвий простір на Сході».
Керуючись принципом «Дранґ нах Остен», основним вектором німецької експансії Адольф Гітлер визначив східний напрям. З цього приводу він писав в частині 2, розділу 14 з назвою «Східна орієнтація і східна політика» своєї книги і «Майн Кампф» :

| «Ми, націонал-соціалісти, зовсім свідомо ставимо хрест на всій німецькій іноземній політиці довоєнного часу. Ми хочемо повернутися до того моменту, на якому перервався наш старий розвиток 600 років тому. Ми хочемо припинити вічне німецьке прагнення на південь і на захід Європи і безумовно вказуємо пальцем в сторону територій, розташованих на сході. Ми остаточно рвемо з колоніальною і торговою політикою довоєнного часу і свідомо переходимо до політики завоювання нових земель в Європі. Коли ми говоримо про завоювання нових земель в Європі, ми, звичайно, можемо мати на увазі в першу чергу тільки Росію і ті окраїнні держави, які їй підпорядковані.» |
| |

| «Не державні обдарування слов'янства дали силу і фортецю російській державі. Всім цим Росія повинна була німецьким елементам - найкращий приклад тієї величезної національної ролі, яку здатні грати німецькі елементи, діючи всередині нижчої раси.» |
| |

Майбутній глава нацистського рейху ставив за зразок діяльність тевтонського ордену на Європейському Сході й зазначав: «Ми остаточно пориваємо із колоніальною і торговою політикою довоєнного часу і свідомо переходимо до політики завоювання нових земель в Європі. Коли ми кажемо про завоювання нових земель в Європі, ми, звісно, можемо мати на увазі передусім лише Росію і ті околишні держави, що їй підпорядковані». У роки перед Другою світовою війною створені у Німеччині «сходознавчі» інститути розгорнули вивчення природних і економічних ресурсів України та інших регіонів СРСР. Уже після окупації УРСР її територію було штучно поділено на окремі адміністративні одиниці з метою максимально повного забезпечення матеріальних потреб діючої армії та підготовки її до заселення німцями — вихідцями власне із Німеччини. Розгром гітлерівської Німеччини у Другій світовій війні став водночас і крахом ідей «Д.н.О.».
Міфологізація змісту вислову «Дранґ нах Остен» складала підґрунтя тих рушійних сил, які визначали події Другої світової війни.